# Creu de terme de Sant Martí Sesgueioles
La Creu de terme de Sant Martí Sesgueioles és una creu de terme historicista de Sant Martí Sesgueioles (Anoia) inclosa a l'Inventari del Patrimoni Arquitectònic de Catalunya, situada a l'entrada del poble al peu de l'antic camí conegut com a strata cardonesa.

## Descripció
Mentre que el peu, la columna i el capitell són originals, la creu pròpiament dita és una reproducció fidedigna de l'original destruït en un accident de camió el 1980. La decoració dels braços de la creu és realitzada amb elements vegetals que emmarquen medallons on apareixen la crucifixió, al centre, i els símbols dels quatre evangelistes. La part original, molt malmesa, és de secció octogonal i està decorada amb escuts i figures quasi irreconeixibles.